# میژوو
میژوو (به لاتین: Mierzewo) یک روستا در لهستان است که در گمینا نگخانووو واقع شده‌است. میژوو ۳۴۰ نفر جمعیت دارد.